# Johan Nicolai Madvig
Johan Nicolai Madvig (Svaneke, 7 agosto 1804 – Copenaghen, 12 dicembre 1886) è stato un filologo classico, latinista e politico danese.

## Biografia
Nacque in una piccola cittadina dell'isola di Bornholm in una famiglia della piccola borghesia; suo padre era cancelliere in un tribunale. Frequentò il liceo classico Frederiksborg Gymnasium di Hillerød e si laureò col massimo dei voti all'Università di Copenaghen. Rimase nella stessa università dove nel 1826 conseguì il dottorato con F. C. Petersen, discutendo la tesi "Emendationes in Ciceronis libros de legibus et Academica", nel 1828 divenne lettore, nel 1829 professore di lingua e letteratura latina e nel 1832 direttore della biblioteca universitaria. Scrisse molti lavori sulla grammatica latina e la sintassi greca e contribuì a gettare le fondamenta della moderna critica testuale; nel 1839 apparve una sua edizione critica del De finibus bonorum et malorum di Cicerone.
L'elezione al parlamento danese (1848), la nomina a ministro dell'istruzione (1848-1852), e la presidenza del parlamento (1856-1863) interruppero per alcuni anni la sua attività accademica. La maggior parte della sua vita fu comunque dedicata allo studio, all'insegnamento e al miglioramento delle scuole classiche, di cui fu ispettore capo. Nel 1874 cominciò a perdere la vista e fu costretto a rinunciare a parte del suo lavoro; tuttavia continuò a insegnare e nel 1879 fu eletto rettore per la sesta volta. Nel 1880 lasciò l'università, pur continuando un suo studio sulla costituzione romana, che venne pubblicato qualche anno prima della morte. Il suo ultimo lavoro fu l'autobiografia pubblicata postuma nel 1887.

## Opere principali
- Io. Nicolai Madvigii Opuscola academica; ab ipso emendata, collecta, aucta, Hauniae: Gyldendal, 1834-1842; Hauniae: Gyldendal, 1887
- Lateinische Sprachlehre für Schulen, Braunschweig: F. Vieweg und Sohn, 1844. Edizioni in lingua italiana: Grammatica della lingua latina: ad uso delle scuole, 2 voll., traduzione italiana sulla III edizione tedesca per Carlo Fumagalli, Biella: Tipografia e libreria di G. Amosso, 1867-69. ed. italiana approvata dall'autore conforme alla IV ed ultima ed. tedesca, Torino: Paravia, 1935
- Syntax Der Griechischen Sprache: Besonders Der Attischen Sprachform: für Schulen, Braunschweig, 1847
- Emendationes livianae, Hauniae: Gyldendalianae, 1860
- Titi Livii Historiarum romanarum libri qui supersunt, ex recensione Io. Nic. Madvigi, Hauniae: sumptibus Librariae Gyldendalianae
- M. Tullii Ciceronis De finibus bonorum et malorum libri quinque; Io. Nicolaus Madvigius recensuit et enarravit; Editio altera emendata, Hauniae: impensis Librariae Gyldendalianae (Frederici Hegel), 1869
- Io. Nic. Madvigii Adversaria critica ad scriptores Graecos et Latinos (Vol. I: Io. Nic. Madvigii adversaria critica ad scriptores Graecos: De arte coniecturali, Emendationes graecae; praemittitur Artis criticae conuecturalis adumbratio. Vol. II: Io. Nic. Madvigii adversaria critica ad scriptores Latinos: Emendationes Latinae. Vol. III: Io. Nic. Madvigii adversariorum criticorum ad scriptores graecos et latinos. Volumen tertium, Novas emendationes graecas et latinas continens), Hauniae: sumptibus librariae Gyldendalianae (F. Hegel), 1871-1884